# 腺叶绢毛蔷薇
腺叶绢毛蔷薇（学名：Rosa sericea f. glandulosa）为蔷薇科蔷薇属绢毛蔷薇下的一个变型。

## 扩展阅读
- 維基物種上的相關：腺叶绢毛蔷薇